# 哈爾斯克納帕訥山
72°4′S 6°1′E / 72.067°S 6.017°E
哈爾斯克納帕訥山（英語：Halsknappane Hills）是南極洲的山丘，位於東部南極洲的毛德皇后地，屬於穆利格-霍夫曼山脈的一部分，現時受南極條約體系管理。